# Kompositum (Entwurfsmuster)
Das Kompositum (englisch composite oder whole-part) ist ein Entwurfsmuster aus dem Bereich der Softwareentwicklung, das zur Kategorie der Strukturmuster (englisch structural patterns) gehört. Es ist ein so genanntes GoF-Entwurfsmuster. Das Kompositionsmuster (composite pattern) wird angewendet, um Teil-Ganzes-Hierarchien zu repräsentieren, indem Objekte zu Baumstrukturen zusammengefügt werden. Die Grundidee des Kompositionsmusters ist, in einer abstrakten Klasse sowohl primitive Objekte als auch ihre Behälter zu repräsentieren. Somit können sowohl einzelne Objekte als auch ihre Kompositionen einheitlich behandelt werden.

## Verwendung
- Implementierung von Teil-Ganzes-Hierarchien.
- Verbergen der Unterschiede zwischen einzelnen und zusammengesetzten Objekten.

Ein typisches Beispiel für ein Kompositum sind hierarchische Dateisysteme, insbesondere ihre Repräsentation innerhalb von Dateimanagern oder Datei-Browsern als Verzeichnisse und Dateien.
Ein anderes Beispiel sind die Klassendefinitionen der grafischen Benutzeroberfläche von Java. Alle Elemente wie Schaltflächen und Textfelder sind Spezialisierungen der Klasse Component. Die Behälter für diese Elemente sind aber ebenfalls Spezialisierungen derselben Klasse. Mit anderen Worten: Alle Standardelemente werden wesentlich durch eine einzige (Kompositum-)Klasse definiert.

## Bestandteile
Die Komponente definiert als Basisklasse das gemeinsame Verhalten aller Teilnehmer. Sie ist im Allgemeinen abstrakt und zum Beispiel ein Verzeichniseintrag.
Das Blatt repräsentiert ein Einzelobjekt, es besitzt keine Kindobjekte und ist zum Beispiel in einem Dateiverzeichnis eine Datei.
Das Kompositum enthält Komponenten, also weitere Komposita oder auch Blätter, als Kindobjekte und repräsentiert zum Beispiel ein Verzeichnis.

## Vorteile
- einheitliche Behandlung von Primitiven und Kompositionen
- leichte Erweiterbarkeit um neue Blatt- oder Container-Klassen

## Nachteile
Ein zu allgemeiner Entwurf erschwert es, Kompositionen auf bestimmte Klassen (und damit zumeist Typen) zu beschränken.
Das Typsystem der Programmiersprache bietet dann keine Hilfe mehr, so dass Typüberprüfungen
zur Laufzeit nötig werden.

## Beispiele

### C++
Diese C++14 Implementierung basiert auf dem Beispielcode im Buch Entwurfsmuster.
```
#include
 
<iostream>

#include
 
<string>

#include
 
<list>

#include
 
<memory>

#include
 
<stdexcept>

typedef
 
double
 
Betrag
;

// deklariert die Schnittstelle für Objekte in der zusammengefügten Struktur.

class
 
Geraet
 
{
 
// Komponente

public
:

  
// implementiert, sofern angebracht, ein Defaultverhalten für die allen Klassen gemeinsame Schnittstelle.

  
virtual
 
const
 
std
::
string
&
 
getName
()
 
{

    
return
 
name
;

  
}

  
virtual
 
void
 
setName
(
const
 
std
::
string
&
 
name_
)
 
{

    
name
 
=
 
name_
;

  
}

  
virtual
 
Betrag
 
getNettoPreis
()
 
{

    
return
 
nettoPreis
;

  
}

  
virtual
 
void
 
setNettoPreis
(
Betrag
 
nettoPreis_
)
 
{

    
nettoPreis
 
=
 
nettoPreis_
;

  
}

  
// deklariert eine Schnittstelle zum Zugriff auf und zur Verwaltung von Kindobjektkomponenten.

  
virtual
 
void
 
fuegeHinzu
(
std
::
shared_ptr
<
Geraet
>
)
 
=
 
0
;

  
virtual
 
void
 
entferne
(
std
::
shared_ptr
<
Geraet
>
)
 
=
 
0
;

  
virtual
 
~
Geraet
()
 
=
 
default
;

protected
:

  
Geraet
()
 
:
name
(
""
),
 
nettoPreis
(
0
)
 
{}

  
Geraet
(
const
 
std
::
string
&
 
name_
)
 
:
name
(
name_
),
 
nettoPreis
(
0
)
 
{}

private
:

  
std
::
string
 
name
;

  
Betrag
 
nettoPreis
;

};

// definiert Verhalten für Komponenten, die Kindobjekte haben können.

class
 
ZusammengesetztesGeraet
 
:
 
public
 
Geraet
 
{
 
// Kompositum

public
:

  
// implementiert kindobjekt-bezogene Operationen der Schnittstelle von Komponente.

  
virtual
 
Betrag
 
getNettoPreis
()
 
override
 
{

    
Betrag
 
gesamt
 
=
 
Geraet
::
getNettoPreis
();

    
for
 
(
const
 
auto
&
 
i
:
teile
)
 
{

      
gesamt
 
+=
 
i
->
getNettoPreis
();

    
}

    
return
 
gesamt
;

  
}

  
virtual
 
void
 
fuegeHinzu
(
std
::
shared_ptr
<
Geraet
>
 
geraet_
)
 
override
 
{

    
teile
.
push_front
(
geraet_
.
get
());

  
}

  
virtual
 
void
 
entferne
(
std
::
shared_ptr
<
Geraet
>
 
geraet_
)
 
override
 
{

    
teile
.
remove
(
geraet_
.
get
());

  
}

protected
:

  
ZusammengesetztesGeraet
()
 
:
teile
()
 
{}

  
ZusammengesetztesGeraet
(
const
 
std
::
string
&
 
name_
)
 
:
teile
()
 
{

    
setName
(
name_
);

  
}

private
:

  
// speichert Kindobjektkomponenten.

  
std
::
list
<
Geraet
*>
 
teile
;

};

// repräsentiert Blattobjekte in der Komposition.

class
 
FloppyDisk
 
:
 
public
 
Geraet
 
{
 
// Blatt

public
:

  
FloppyDisk
(
const
 
std
::
string
&
 
name_
)
 
{

    
setName
(
name_
);

  
}

  
// Ein Blatt besitzt keine Kindobjekte.

  
void
 
fuegeHinzu
(
std
::
shared_ptr
<
Geraet
>
)
 
override
 
{

    
throw
 
std
::
runtime_error
(
"FloppyDisk::fuegeHinzu"
);

  
}

  
void
 
entferne
(
std
::
shared_ptr
<
Geraet
>
)
 
override
 
{

    
throw
 
std
::
runtime_error
(
"FloppyDisk::entferne"
);

  
}

};

class
 
Gehaeuse
 
:
 
public
 
ZusammengesetztesGeraet
 
{

public
:

  
Gehaeuse
(
const
 
std
::
string
&
 
name_
)
 
{

    
setName
(
name_
);

  
}

};

int
 
main
()
 
{

  
// Die Smart pointers verhindern Memory Leaks.

  
std
::
shared_ptr
<
FloppyDisk
>
 
fd1
 
=
 
std
::
make_shared
<
FloppyDisk
>
(
"3.5in Floppy"
);

  
fd1
->
setNettoPreis
(
19.99
);

  
std
::
cout
 
<<
 
fd1
->
getName
()
 
<<
 
": nettoPreis="
 
<<
 
fd1
->
getNettoPreis
()
 
<<
 
'\n'
;

  
std
::
shared_ptr
<
FloppyDisk
>
 
fd2
 
=
 
std
::
make_shared
<
FloppyDisk
>
(
"5.25in Floppy"
);

  
fd2
->
setNettoPreis
(
29.99
);

  
std
::
cout
 
<<
 
fd2
->
getName
()
 
<<
 
": nettoPreis="
 
<<
 
fd2
->
getNettoPreis
()
 
<<
 
'\n'
;

  
std
::
unique_ptr
<
Gehaeuse
>
 
gh
 
=
 
std
::
make_unique
<
Gehaeuse
>
(
"PC Gehaeuse"
);

  
gh
->
setNettoPreis
(
39.99
);

  
gh
->
fuegeHinzu
(
fd1
);

  
gh
->
fuegeHinzu
(
fd2
);

  
std
::
cout
 
<<
 
gh
->
getName
()
 
<<
 
": nettoPreis="
 
<<
 
gh
->
getNettoPreis
()
 
<<
 
'\n'
;

  
fd2
->
fuegeHinzu
(
fd1
);

}

```

Die Programmausgabe ist:
```
3.5
in
 
Floppy
:
 
nettoPreis
=
19.99

5.25
in
 
Floppy
:
 
nettoPreis
=
29.99

PC
 
Gehaeuse
:
 
nettoPreis
=
89.97

terminate
 
called
 
after
 
throwing
 
an
 
instance
 
of
 
'
std
::
runtime_error
'

  
what
()
:
  
FloppyDisk
::
fuegeHinzu

```

### Java
Javas AWT-Klassen sind nach dem Kompositum-Muster gebaut. Da alle von Container erben, können sie jeweils selbst wieder Elemente aufnehmen.
Das folgende Beispiel besteht aus einer Grafik-Klasse; eine Grafik kann eine Ellipse oder eine Komposition von vielen Grafiken sein. Jede Grafik implementiert eine Methode zum Ausdrucken.
Es könnten noch weitere Figuren (Rechteck etc.) oder weitere Methoden (etwa „Rotiere“) implementiert werden.
```
/** "Komponente" */

interface
 
Graphic
 
{

    
//Prints the graphic.

     
void
 
print
();

}

/** "Komposition" */

class
 
CompositeGraphic
 
implements
 
Graphic
 
{

    
//Collection of child graphics.

    
private
 
List
<
Graphic
>
 
childGraphics
 
=
 
new
 
ArrayList
<
Graphic
>
();

    
//Prints the graphic.

    
@Override

    
public
 
void
 
print
()
 
{

        
for
 
(
Graphic
 
graphic
 
:
 
childGraphics
)
 
{

            
graphic
.
print
();

        
}

    
}

    
//Adds the graphic to the composition.

    
public
 
void
 
add
(
Graphic
 
graphic
)
 
{

        
childGraphics
.
add
(
graphic
);

    
}

    
//Removes the graphic from the composition.

    
public
 
void
 
remove
(
Graphic
 
graphic
)
 
{

        
childGraphics
.
remove
(
graphic
);

    
}

}

/** "Leaf" */

class
 
Ellipse
 
implements
 
Graphic
 
{

    
//Prints the graphic.

    
@Override

    
public
 
void
 
print
()
 
{

        
System
.
out
.
println
(
"Ellipse"
);

    
}

}

/** Client */

public
 
class
 
Program
 
{

    
public
 
static
 
void
 
main
(
String
[]
 
args
)
 
{

        
//Initialize four ellipses

        
Ellipse
 
ellipse1
 
=
 
new
 
Ellipse
();

        
Ellipse
 
ellipse2
 
=
 
new
 
Ellipse
();

        
Ellipse
 
ellipse3
 
=
 
new
 
Ellipse
();

        
Ellipse
 
ellipse4
 
=
 
new
 
Ellipse
();

        
//Initialize three composite graphics

        
CompositeGraphic
 
graphic
 
=
 
new
 
CompositeGraphic
();

        
CompositeGraphic
 
graphic1
 
=
 
new
 
CompositeGraphic
();

        
CompositeGraphic
 
graphic2
 
=
 
new
 
CompositeGraphic
();

        
//Composes the graphics

        
graphic1
.
add
(
ellipse1
);

        
graphic1
.
add
(
ellipse2
);

        
graphic1
.
add
(
ellipse3
);

        
graphic2
.
add
(
ellipse4
);

        
graphic
.
add
(
graphic1
);

        
graphic
.
add
(
graphic2
);

        
//Prints the complete graphic (four times the string "Ellipse").

        
graphic
.
print
();

    
}

}

```

## Verwendung in der Analyse
Ein Kompositum ist auch als reines Daten-Muster interessant, ohne dass Operationen in den Klassen definiert werden, da es zur Repräsentation allgemeiner Baumstrukturen verwendet werden kann. Daher ist dieses Muster auch in der Analyse sinnvoll einsetzbar, z. B. zur Darstellung verschachtelter Aufträge oder Auftragnehmer (mit Unteraufträgen/Unterauftragnehmern), verschachtelter Abläufe, hierarchischer Gruppen von Dingen (Benutzergruppen, E-Mail-Listen, Artikelgruppen, organisatorische Verbünde) usw. Es muss aber darauf geachtet werden, ob solche Hierarchien tatsächlich gleichförmig sind, oder ob die inneren Ebenen verschiedene fachliche Bedeutung haben. Letzteres drückt sich z. B. darin aus, dass Begriffe wie „Gruppe“ und „Untergruppe“ fachlich unterschieden werden.

## Verwandte Entwurfsmuster
- Visitor
- Decorator
- Ein Design auf Basis des Kommando-Musters kann oft sinnvollerweise auch zusammengesetzte Kommandos enthalten, die nach dem Kompositum-Muster aufgebaut sind.